# Delémont
Delémont (phát âm tiếng Pháp: [dəlemɔ̃], 
tiếng Pháp Louisiana: D'lémont, tiếng Đức: Delsberg) là thủ phủ của bang Jura, Thụy Sĩ. Thành phố có chừng 12.000 dân tính đến  năm 2013.

## Địa lý
Về hành chính, Delémont có diện tích 21,99 km2 (8,49 dặm vuông Anh). Trong số này, 8,13 km2 (3,14 dặm vuông Anh) (37,0%) dành cho mục đích nông nghiệp, còn 9,24 km2 (3,57 dặm vuông Anh) (42,0%) được phủ rừng, 4,43 km2 (1,71 dặm vuông Anh) (20,1%) là công trình (nhà ở hay đường sá), 0,17 km2 (0,066 dặm vuông Anh) (0,8%) là sông/hồ và 0,02 km2 (0,0077 dặm vuông Anh) (0,1%) khác.

## Dân cư

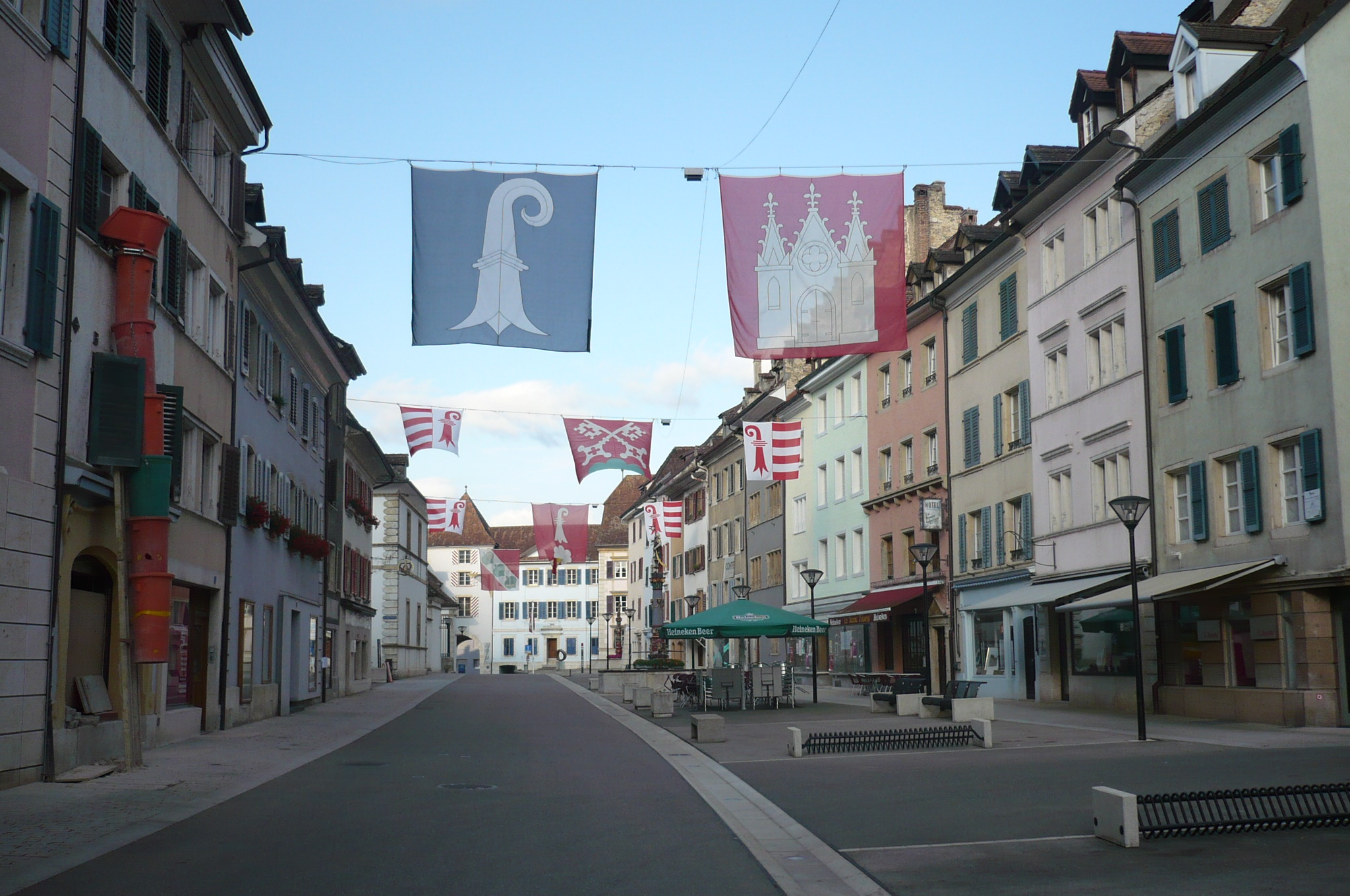
Phố cổ ở Delémont

Delémont có dân số (tính đến  năm 2013) là 12.186 người. Tính đến  năm 2008, 23,9% dân cư là người quốc tịch ngoại quốc. Trong 10 năm (2000–2010) dân số tăng với tỉ lệ 1,7%. Người nhập cư chiếm 0,5% số này.
Phần lớn dân cư (tính đến  năm 2000) nói tiếng Pháp (9.574 người hay 84,3%) như ngôn ngữ thứ nhất, tiếng Ý phổ biến thứ nhì (449 hay 4,0%), tiếng Đức thứ ba (350 người hay 3,1%). Có năm người nói tiếng Romansh.